# شهرستان الوحده
ناحیهٔ الوحدة (به عربی: مدیریة الوحدة) یک ناحیه در یمن است که در صنعا واقع شده‌است.

## خصوصیات
ناحیهٔ الوحدة ۹۹٬۹۵۶ نفر جمعیت دارد.